# Tetraommatus bimaculatus
Tetraommatus bimaculatus là một loài bọ cánh cứng trong họ Cerambycidae.